# 윤석호 (연출가)
윤석호(尹錫瑚, 1957년 6월 4일 ~ )는 대한민국의 텔레비전 드라마 연출감독이다.

## 생애
1985년 KBS 드라마본부 PD로 입사하였고 1992년 KBS 드라마 《내일은 사랑》으로 드라마PD 데뷔하였다.
2009년 1월 11일 서울 논현동 성당에서 13세 연하의 한복 디자이너 한혜수와 결혼식을 올렸다.
2000년 《가을동화》를 시작으로 《겨울연가》 등 연이은 계절 시리즈 드라마를 대거 연출하여 국내를 넘어 해외에서도 큰 반향을 일으키며 한류의 일등공신 역할을 하였다.
아름다운 영상을 담아내기로 유명하여 '영상시인, 영상의 마술사'라고 불린다.

## 학력 및 경력
- 1975년 중동고등학교 졸업
- 1983년 건국대학교 국어국문학과(77학번) 학사
- 1995년 연세대학교 언론홍보대학원 언론학 석사
- KBS 드라마본부 PD

## 드라마
- 1992년~1994년 KBS 《내일은 사랑》
- 1994년 KBS 《느낌》
- 1994년 KBS 드라마 게임 《립스틱과 라이터》
- 1994년~1995년 KBS 《사랑의 인사》
- 1996년 KBS 《컬러》
- 1997년 KBS 《프로포즈》
- 1997년 KBS 《웨딩드레스》
- 1997년 KBS 신TV문학관 《아들과 함께 걷는 길》
- 1998년 KBS 《순수》
- 1999년 KBS 《광끼》
- 1999년 KBS 일요베스트 《은비령》
- 1999년 KBS 《초대》
- 2000년 KBS 《가을동화》
- 2000년 KBS 드라마시티 《설렘》
- 2002년 KBS 《겨울연가》
- 2003년 KBS 《여름향기》
- 2006년 KBS 《봄의 왈츠》
- 2012년 KBS 《사랑비》

## 영화
- 2017년 《마음에 부는 바람》

## 수상 경력
- 1994년 KBS 우수프로그램상 《느낌》
- 1996년 KBS 우수프로그램상 《컬러》
- 1997년 KBS 우수프로그램상 《프로포즈》
- 1997년 KBS 우수프로그램상 《아들과 함께 걷는 길》
- 1998년 KBS 우수프로그램상 《순수》
- 1999년 방송위원회(현 방송통신심의위원회) 이달의 좋은 프로그램상 《은비령》
- 2000년 KBS 우수프로그램상 《가을동화》
- 2000년 한국프로듀서협회 드라마작품상 《가을동화》
- 2000년 한국방송대상 드라마작품상 《가을동화》
- 2002년 제38회 백상예술대상 시상식 TV부분 연출상 《겨울연가》
- 2003년 제1회 앙드레김 베스트 스타 어워드 수상
- 2004년 일본 제77회 키네마순보상 특별상 "한일우호 공로상"[1]
- 2004년 일본 NHK 특별공로상
- 2004년 유네스코 서울협회 "올해의 인물상"[2]
- 2004년 제5회 방송인상 방송제작부문[3]
- 2004년 제31회 관광의 날 기념 대통령 표창[4]
- 2004년 KBS 연기대상 특별상
- 2005년 제17회 한국방송프로듀서상 드라마부분 공로상[5]
- 2006년 일본 프로덕션연합(ATP)시상식 해외특별상 수상
- 2009년 서울관광대상 최고공로자상 수상

## 같이 보기
- 표민수
- 전은선
- 전산